# Diaphana globosa
Diaphana globosa is een slakkensoort uit de familie van de Diaphanidae. De wetenschappelijke naam van de soort is voor het eerst geldig gepubliceerd in 1846 door Lovén.